# GNz7q
GNz7q é um candidato a buraco negro proto-supermassivo no início do Universo, com um desvio para o vermelho de 7,1899 ± 0,0005, estimado em ter existido apenas 750 milhões de anos após o Big Bang. Foi descoberto no campo Great Observatories Origins Deep Survey do Norte (GOODS-Norte) obtido pelo Telescópio Espacial Hubble.